# Глория Макапагал-Оройо
Глория Макапагал-Оройо (на тагалог: Gloria Macapagal Arroyo) е филипински политик, 14-и президент на Филипините. Тя е втората жена-президент на страната и е дъщеря на бившия филипински президент Диосдадо Макапагал.
Като професор по икономика, Глория Оройо влиза в правителството през 1987 г. като помощник-секретар, а по-късно и заместник-министър в Министерство на търговията и промишлеността, по покана на тогавашния президент Корасон Акино. Тя е сенатор от 1992 до 1998 г. Обмисля да се включи в президентската надпревара през 1998 г., но е убедена от тогавашния президент Фидел Рамос и ръководителите на партията Лакас – християн-мюсюлман демократи да се кандидатира за вицепрезидент заедно с кандидат-президента на партията Хосе де Венеция. Въпреки че последният губи изборите за президент от популярния бивш актьор Джоузеф Естрада, Глория Оройо печели надпреварата за вицепрезидентския пост с голяма преднина пред партньора на Естрада – сенатор Едгардо Ангара, събирайки двойно повече от неговите гласове.
Вицепрезидентският мандат на Оройо започва на 30 юни 1998 г. Тя е първата жена-вицепрезидент на Филипините. Назначена е от Естрада едновременно и на поста министър на социалните грижи и развитието. През октомври 2000 г. напуска министерския пост и се дистанцира от президента Джоузеф Естрада, който бива уличен в корупция и изправен пред процедура по импийчмънт.
На 20 януари 2001 г., след дни на политическа нестабилност и народно недоволство, Естрада вече е свален от власт и Върховният съд обявява президентския пост за вакантен. Армията и Националната полиция оттеглят подкрепата си. По обяд Глория Оройо полага клетва като президент пред председателя на Върховния съд Хиларио Давиде. По ирония на съдбата Глория Оройо и Джордж Уокър Буш встъпват в длъжност като президенти в един и същи ден.
Оройо често е обвинявана в авторитаризъм и че е прекалено проамерикански ориентирана. Основни политически опоненти са ѝ ислямистките бунтовници от южните части на страната, които се стремят към независимост на ислямските острови.